# ملعب غو داو
ملعب غو داو أو سان فان دونغ غو داو هو ملعب متعدد الأغراض يقع في تو داو موت، فيتنام، يتسع لجلوس 18،250 متفرج. يتم استخدامه حالياً في الغالب لمباريات كرة القدم، وهو الملعب البيتي لنادي بيكامكس بين دونغ.

## روابط خارجية
- StadiumDB page